# ميسرة فنوش (البلقاء)
ميسرة فنوش منطقة سكنية تقع في لواء دير علا، محافظة البلقاء في الأردن. تنتمي المنطقة لقضاء دير علا الذي يضم 16 منطقة. يقدر عدد سكانها بـ 3490 نسمة حسب إحصاء 2015.

## الوصلات الخارجية
- دائرة الاحصاءات العامة